# Freeport (New York)
Freeport è un villaggio degli Stati Uniti d'America, situato nello stato di New York, nella contea di Nassau, nella parte sud di Long Island.